# Ngu Thế Cơ
Ngu Thế Cơ (虞世基; ? - 618), tự Mậu Thế (懋世), nhân vật thời Tùy Trung Quốc, người Dư Diêu Hội Kê. Anh của Ngu Thế Nam.

## Thân thế
Cha là Ngu Lệ, từng nhận chức Thái tử Trung thứ tử nước Trần. Ngu Thế Cơ thuở nhỏ trầm tĩnh, vui hờn không lộ ra, bác học tài cao, lại giỏi thư pháp thảo lệ. Sau khi nước Trần diệt cống hiến cho Đại Tùy, đảm nhiệm nhân viên cấp thấp trong Nội sử tỉnh, nhà nghèo không sản nghiệp, sau thăng nhiệm nội sử xá nhân. Dương đế lên ngôi, được Lễ Thư giám Liễu Cố Ngôn tiến cử, thăng nhiệm Nội sử thị lang, được Dương đế trọng dụng, chuyên lo việc cơ mật, cùng Nạp ngôn Tô Uy, Tả Dực Vệ đại tướng quân Vũ Văn Thuật, hoàng môn thị lang Bùi Củ, ngự sử đại phu Bùi Uẩn cùng chưởng quản triều chính, mọi người gọi là "ngũ quý".

## Cuộc đời
Chiến dịch Liêu Đông, tiến vị kim tử Quang Lộc đại phu. Năm 615 đi theo Dương đế bắc tuần Nhạn Môn, bị quân Đột Quyết vây. Thế Cơ khuyên đế đưa ra trọng thưởng, tự mình phủ dụ, lại hạ chiếu ngưng chiến dịch Liêu Đông. Đế nghe theo, quân đội mới lấy lại khí thế. Thế nhưng sau khi giải vây giải, Dương đế lại hạ chiếu phạt Liêu. Từ đó triều chính lục đục. Năm 616, Dương đế nam tuần Giang Đô, đi tới huyện Củng, Thế Cơ lấy cớ đạo tặc ngày càng hưng thịnh, xin phát binh đóng đồn ở kho Lạc Khẩu, có chuẩn bị thì không lo. Dương đế không theo, bảo hắn: "Khanh là thư sinh, lòng hay e sợ." Lúc thiên hạ đại loạn, Thế Cơ biết đế không thể nghe can gián, lại liên tưởng tới chuyện cũ Cao Quýnh, Trương Hành bị giết, sợ gây họa tới mình, bèn ngậm miệng vâng dạ, không dám đưa ra ý kiến trái ngược. Về sau nhiều địa phương cấp báo tình hình giặc cướp cấp bách, đều bị hắn giữ không báo. Thái bộc Dương Nghĩa Thần diệt giặc ở Hà Bắc, giặc hàng mấy chục vạn, dâng sớ lên trên. Dương đế sợ hãi than nói: "Lúc đầu ta  không nghe thấy có giặc bỗng nhiên như thế, Nghĩa Thần hàng giặc gì nhiều vậy!" Thế Cơ nói: "Giặc tuy nhiều, không đáng lo. Nghĩa Thần diệt giặc, ủng binh không ít, lâu ngày ở bên ngoài, e rằng không thích hợp." Dương đế triệu hồi Dương Nghĩa Thần, giải tán binh lính. Việt Vương Dương Đồng phái Thái thường Thừa Nguyên Thiện Đạt xuyên qua vùng khởi nghĩa nông dân, đến Giang Đô tấu sự tình, xưng Lý Mật có quân trăm vạn, vây bức kinh đô, quân giặc theo Lạc Khẩu thương, trong thành không lương ăn, nếu bệ hạ quay về, ô hợp tất tán, không phải thế, Đông đô chắc chắn sẽ mất. Vừa báo cáo vừa khóc lớn, Dương đế vì thế động dung. Thế Cơ thấy đế có vẻ lo lắng, liền nói: "Việt Vương tuổi nhỏ, bị người lừa gạt. Nếu nói như vậy, Thiện Đạt sao đến được đây?" Đế nghe thấy thốt nhiên giận nói: "Thiện Đạt tiểu nhân, dám làm nhục ta!" Nguyên Thiện Đạt khi trở về trên đường bị quân khởi nghĩa giết chết. Sau đó không người nào dám đến tấu Dương đế nghe việc quân khởi nghĩa.
Vợ Thế Cơ là Từ thị, vợ kế Tôn thị. Tôn thị có con riêng là Hạ Hầu Nghiễm, theo ở nhà Thế Cơ. Nghiễm tính kiêu dâm, hay tụ tập, buôn quan bán ngục, nhận hối lộ công khai, cửa nhà như chợ, tích chứa vàng bạc.

## Cái chết
Năm thứ 14 Đại Nghiệp (năm 618) Vũ Văn Hóa Cập giết Dương đế, Ngu Thế Cơ cùng nhiều người cũng bị tru sát, Ngu Thế Nam muốn chết theo Đại huynh mà không được.

## Gia đình
Con là Ngu Tốn, thứ sử Giản Châu. Con gái Ngu Tốn gả cho Ngân thanh Quang Lộc đại phu, thứ sử Cùng Châu, Thượng Trụ quốc, huyện Lang Gia khai quốc bá Nhan Mưu Đạo.